# Jechi'am
Jechi'am (hebrejsky יְחִיעָם, v oficiálním přepisu do angličtiny Yehi'am) je vesnice typu kibuc v Izraeli, v Severním distriktu, v Oblastní radě Mate Ašer.

## Geografie
Leží v nadmořské výšce 324 metrů na západních svazích Horní Galileji, které jižně od obce spadají do hlubokého údolí, jímž protéká vádí Nachal Jechi'am, do kterého z protější strany ústí boční vádí Nachal Šlal a Nachal Alum. Severně od vesnice probíhá mělké údolí Nachal Ošrat.
Kibuc je situován nedaleko od okraje Izraelské pobřežní planiny, 12 kilometrů od břehu Středozemního moře a 10 kilometrů od libanonských hranic, 11 kilometrů východně města Naharija, cca 110 kilometrů severoseverovýchodně od centra Tel Avivu a cca 30 kilometrů severovýchodně od centra Haify. Jechi'am obývají Židé, přičemž osídlení v tomto regionu je etnicky smíšené. Západním a severním směrem převládají židovská sídla, na jihu a východě začínají oblasti centrální Galileji, které obývají ve vyšší míře izraelští Arabové a Drúzové. Jižně od kibucu leží drúzské město Januch-Džat.
Jechi'am je na dopravní síť napojen pomocí lokální silnice číslo 8833, která vede od pobřežní nížiny do města Ma'alot-Taršicha.

## Dějiny
Jechi'am byl založen v roce 1946. Původně se nazýval ha-Se'ela (קיבוץ הסלע). Později pojmenován podle Jechi'ama Weitze, syna sionistického předáka Josefa Weitze. Jechi'am Weitz se v roce 1946 účastnil protibritských bojových operací v rámci židovských jednotek Palmach a byl při takzvané Noci mostů zabit poblíž ústí Nachal Kaziv do Středozemního moře spolu s dalšími 13 bojovníky.
První osadníci sem přišli 27. listopadu 1946. Zakladateli kibucu byli židovští přistěhovalci z Maďarska sdružení do skupiny Achad be-Maj (האחד במאי, První máj) a starousedlí Židé sdružení do skupiny Nir (ניר). Zpočátku čelila nová osada nedostatku vody a nepřátelství okolních Arabů. Kvůli dopravní izolovanosti se i zprávy o založení kibucu musely přenášet pomocí heliografu do židovských osad v nížině.
Jižně od kibucu stála osada Chirbet Jiddin. Křižáci ji nazývali Judyn. Sestávala z pevnosti postavené zde křižáky ve 12. století, později pobořené Saladinem. Koncem 18. století ji opravil Daher el-Omar, lokální arabský vládce. Pak byla opět pevnost opuštěna. Do roku 1948 v prostorách zříceniny pobývali arabští Beduíni z klanu Arab al-Suvajtat.
Během války za nezávislost v roce 1948 byl kibuc Jechi'am obležen okolními Araby. 20. ledna 1948 napadlo kibuc přes 400 arabských ozbrojenců a osm obránců osady bylo zabito. Další útok se podařilo osadníkům odrazit 9. března. Padli tehdy tři Arabové. Koncem března 1948 se pokusil blokádu prolomit židovský konvoj vyslaný z pobřežní nížiny. Byl 28. března napaden Araby a 47 Židů padlo. Nakonec se ale Židům podařilo v rámci Operace Ben Ami v květnu 1948 tento region ovládnout.
Během války skončilo arabské osídlení v této oblasti. Obránci Jechi'amu používali jako své útočiště křižáckou pevnost Chirbet Jiddin. Ostatní arabská zástavba byla zbořena. Pevnost nyní slouží turistickým účelům. Je zde vyhlášen Národní park Mivcar Jechi'am.
Před rokem 1949 měl Jechi'am 31 obyvatel a rozlohu katastrálního území 3 500 dunamů (3,5 kilometrů čtverečních).
Ekonomika kibucu je kromě turistického ruchu založena na zemědělství a průmyslu. Od roku 1993 zde působí potravinářská firma Ma'adanej Jechi'am (מעדני יחיעם) zaměřená na produkci masných výrobků, která zaměstnává 120 lidí.
Ve vesnici funguje plavecký bazén, sportovní areály, společenské centrum, knihovna a zdravotní ordinace. V Jechi'am fungují zařízení předškolní péče. Základní škola je v obci Kabri. Roku 2001 prošel kibuc privatizací, po které jsou jeho členové odměňováni individuálně, dle vykonané práce.
Vedení obce plánuje stavební expanzi, která má sestávat ze 120 stavebních parcel nabízených privátním zájemcům.

## Demografie
Obyvatelstvo kibucu Jechi'am je sekulární. Podle údajů z roku 2014 tvořili naprostou většinu obyvatel v Jechi'am Židé (včetně statistické kategorie "ostatní", která zahrnuje nearabské obyvatele židovského původu ale bez formální příslušnosti k židovskému náboženství).
Jde o menší sídlo vesnického typu s dlouhodobě rostoucí populací. K 31. prosinci 2014 zde žilo 542 lidí. Během roku 2014 populace stoupla o 22,6 %.
| Rok            | 1948 | 1961 | 1972 | 1983 | 1995 | 2001 | 2003 | 2004 | 2005 | 2006 | 2007 | 2008 | 2009 | 2010 | 2011 | 2012 | 2013 | 2014 |
| -------------- | ---- | ---- | ---- | ---- | ---- | ---- | ---- | ---- | ---- | ---- | ---- | ---- | ---- | ---- | ---- | ---- | ---- | ---- |
| Počet obyvatel | 163  | 301  | 411  | 484  | 420  | 357  | 349  | 348  | 344  | 376  | 367  | 366  | 351  | 371  | 403  | 392  | 442  | 542  |